# Джон Патрік Вашингтон
Джон Патрік Вашингтон (англ. John Patrick Washington; 18 липня 1908, Ньюарк — 3 лютого 1943, Атлантичний океан) — римо-католицький священник і доктор теології, капелан, лейтенант Корпусу капеланів армії Сполучених Штатів. Він був одним з Чотирьох капеланів, який пожертвував своїм життям, щоби врятувати інших солдатів під час потопання військового транспорту «СС Дорчестер» під час Другої світової війни.

## Життєпис
Джон був одним із семи дітей ірландських іммігрантів Френка та Мері Вашингтонів у м. Ньюарк. Його сестри — Марія, Ганна; його брати — Хома, Френсіс, Лев, Едмунд.
Джон був релігійним хлопчиком з молодого віку, співав у церковному хорі, прислуговував у вівтарі його місцевої церкви в Ньюарку штату Нью-Джерсі, де він виріс (Архієпархія Ньюарка). Був старанним спортсменом, розумною й працьовитою дитиною. У 1914 р. Джон був зарахований до католицької Школи «Святої Рози» в Лімі.
Був прийнятий на навчання в Підготовче училище Сетон-Холу, потім розташований у Південному Орінджі штату Нью-Джерсі, де він закінчив середню школу і взяв курси, призначені підготувати його до священства у 1931 році.
Після закінчення вишколу він перейшов до Богословська школа Семінарії «Непорочного Зачаття» в Сетонхольському університеті 26 травня 1933 року, де завершив вишкіл захистом на ступінь доктора теології. 25 грудня 1934 року отримав хіротонію на диякона, а 15 червня 1935 року — на пресвітера.
Він був висвячений на священника у 1935 році.
Він служив у кількох парафіях Нью-Джерсі протягом наступних 6 років, перш ніж вступити до лав Армії США, почувши про напад на Перл-Харбор в грудні 1941 року. Перша його парафія Св. Женев'єви перебувала в Елізабеті штату Нью-Джерсі, далі служив у парафії Св. Венанція протягом року, і у 1938 році був призначений на парафію Св. Стефана в Арлінгтоні штату Нью-Джерсі.
Після служіння в штаті Індіана та Мериленд, його відправили до Гарвардського університету на вишкіл, де він взяв курс підготовки його для участі розгортанні військ у Європі, де познайомився з іншими чотирма капеланами вперше. У червні 1942 році був призначений для служіння в 76-й піхотній дивізії штату Меріленд.
У січні 1943 року він приєднався до них сівши на борт «СС Дорчестер» для поїздки в Європу через Гренландію, і вирушив у фатальний шлях.

## Загибель
Наприкінці 1942 року він був переведений в табір Мейлз Стендіш в Таунтон штату Массачусетс, і навчався у Школі капеланів при Гарвардському університеті. Там він познайомився з колегами капелланами Джорджом Ленсінгом Фоксом, Олександром Девідом Гудом та Кларком Вандерсалом Полінгом. У січні 1943 року капелани вступили на борт судна «СС Дорчестер», що через Ґренландію мав переправити понад 900 солдатів до Сполученого Королівства.
2 лютого 1943 року німецький підводний човен U-223 на ходу влучив у корабель поціливши торпедою, що вдарила у судно «СС Дорчестер» після опівночі. Сотні чоловіків поспішили на рятувальні шлюпки, хоча деякі рятувальні човни були пошкоджені. А четверо капеланів почали організовувати порятунок наляканих новобранців, солдат. Капелани роздавали рятувальні жилети, і кожен з капеланів віддав іншим солдатам свої рятувальні жилети через нестачу. Коли не вистачило човнів для спасіння, капелани молилися з тими, хто не міг уникнути занурення корабля. Через 27 хвилин після удару торпеди, судно «СС Дорчестер» затонуло, хоча на борту залишалося 672 особи. Останні, хто бачив чотири капелани свідчили, що ті стояли взявшись за руки у молитві разом.

## Вшанування
Чотири капелани були нагороджені Хрестом «За видатні заслуги» у 1944 року та «Пурпурне Серце», отримали національне визнання за мужність та самопожертву. Капела на їх честь була присвячена 3 лютого 1951 року президентом Гарі С. Труменом в Благодійній баптистській церкві Філадельфії. Медаль «Чотирьох капеланів» була заснована актом Конгресу 14 липня 1960 року, і посмертно була представлена їхніми родинам секретарем армії Уілбером М. Брукером в Форті Майєр штату Вірджинія, 18 січня 1961 року. Посмертно — Медаль Перемоги у Другій світовій війні.
Пам'ять його відзначається святковим днем разом з іншими чотирма капеланами на літургійному календарі єпископальної церкви США 3 лютого.
Форт Беннінг армії США вшанував чотирьох капеланів, назвавши на їх честь протестантську каплицю за межами бази.